# Servier实验室
Servier实验室（法語：Laboratoires Servier，简称Servier、施维雅）是一家法国制药公司，1954年由法国医生和商人雅克·施维雅创立，总部位于法蘭西島大區的敘雷訥。

## 产品
- 格列齐特（S-852、SE-1702）
- 吲達帕胺（S-1520）
- 噻奈普汀（S-1574）
- 阿米庚酸（S-1694）
- 特他洛尔（S-2395）
- 曲美他嗪（S-5779）
- 伊伐布雷定（S-16257）
- S33005